# Interpunkcja
Interpunkcja (łac. inter – pomiędzy, punctum – punkt), przestankowanie – graficzny odpowiednik intonacji, rytmu i tempa mowy, akcentu wyrazowego i zdaniowego. Stanowi ją zbiór znaków przestankowych (we współczesnej polszczyźnie jest ich 10) uzupełniających zapis literowy tekstu oraz norm ich stosowania. Nie odpowiadają one ani fonemom języka mówionego, ani leksemom. Znaki te pozwalają na odzwierciedlenie w tekście pisanym zależności składniowych między członami wypowiedzenia lub między wypowiedzeniami, na wyodrębnienie, podkreślenie – ze względów znaczeniowych lub emocjonalnych – pewnych wyrazów lub fragmentów tekstu, a także na ujednoznacznienie tekstu pisanego.
Jedną z ważniejszych funkcji znaków przestankowych jest zapewnienie tekstowi jednoznaczności, np. w przypadku wypowiedzi „babcia Zosia i ja” i „babcia, Zosia i ja”. Ułatwiają one także interpretację, zrozumienie oraz wygłaszanie tekstu (sugerując przerwy między wypowiedziami, intonację, zawieszenie głosu itd.). W razie wątpliwości związanych z użyciem znaków przestankowych należy się kierować przede wszystkim zasadą zrozumiałości zapisywanego tekstu i stosować taką interpunkcję, która zapewni najlepszy odbiór zapisanych treści.
Znakami interpunkcyjnymi nie są znaki wewnątrzwyrazowe, międzywyrazowe, diakrytyczne, czy też wypunktowania.

## Etymologia
Nazwa pochodzi od łacińskiego słowa interpunctio, co dosłownie oznacza: wstawianie punktów w tekst i odnosi się do jednego z pierwszych znaków przestankowych w łacinie jakim był punkt, który w zależności od wysokości umieszczenia go – oznaczał koniec myśli lub przerwę o odpowiednio różnych długościach.

## Znaki interpunkcyjne używane w języku polskim
Współczesna polska interpunkcja opiera się przede wszystkim na zasadzie składniowej, to znaczy, że za pomocą znaków przestankowych oddaje się strukturę zapisanego wypowiedzenia. W mniejszym stopniu stosuje się w niej zasadę semantyczną i rytmiczną, choć i one znajdują odzwierciedlenie w użyciu (bądź pominięciu) określonych znaków interpunkcyjnych w zapisywanym tekście.
Większość przepisów interpunkcyjnych w polszczyźnie ma charakter obligatoryjny – użycie bądź opuszczenie znaku w konkretnym tekście jest z punktu widzenia normatywnego obowiązkowe.
W języku polskim używane są następujące znaki przestankowe: kropka (.), przecinek (,), dwukropek (:), średnik (;), wykrzyknik (!), pytajnik (?), wielokropek (…), myślnik (reprezentowany przez półpauzę: – lub pauzę: — , często niezgodnie z normami typograficznymi, przez dywiz: - ), nawiasy (zwykłe: ( ), kwadratowe: [ ], klamrowe: { } lub ostrokątne: < >) oraz znaki cudzysłowu (podwójne apostrofowe: „ ”, pojedyncze apostrofowe: ‘ ’ oraz szewrony stosowane w dwóch kombinacjach: « » lub » «). W typografii tradycyjnej stosowane były również cudzysłowy przecinkowe: , ’, które wraz z nastaniem typografii komputerowej zostały definitywnie wyparte przez cudzysłowy apostrofowe pojedyncze.
Ze względu na pełnioną funkcję znaki interpunkcyjne można podzielić następująco:
- znaki oddzielające (kropka, średnik, przecinek),
- znaki prozodyczne (wielokropek, myślnik, pytajnik),
- znaki emocji (wykrzyknik, wielokropek, myślnik, pytajnik),
- znaki opuszczenia (wielokropek, myślnik),
- znaki wyodrębniające (dwukropek, para znaków cudzysłowu, para nawiasów, para myślników lub para przecinków).

## Znaki interpunkcyjne używane w innych językach
Inne języki mają inny zestaw znaków przestankowych, np. w języku angielskim obecny jest apostrof (’), w języku polskim stosowany sporadycznie, a w chińskim i japońskim używa się innego wariantu kropki: 。. W języku hiszpańskim istnieje odwrócony znak zapytania „¿” i odwrócony wykrzyknik „¡”.
Cudzysłów przybiera formy takie, jak: ‚’, «», ‘’, „”, „“, “”, ‹›, 「」, 『』, ﹃﹄, ﹁﹂, ՜.

## Historia
Większość stosowanych obecnie znaków interpunkcyjnych ustaliła się w jednym z trzech okresów:
- starożytności, zwłaszcza za sprawą bibliotekarza Arystofanesa z Bizancjum, który ustalił przydatny dla ówczesnych lektorów system kropek,
- czasach Karolingów, kiedy powstał znak zapytania i wykrzyknik oraz powstały zalążki dzisiejszego łącznika,
- renesansie, kiedy to ugruntował się przecinek, średnik, dwukropek oraz współczesna kropka.